# Lâu đài Bolków
Lâu đài Bolków là một lâu đài nằm ở Bolków trên Đồi Castle (tiếng Ba Lan: Wzgórze Zamkowe), Với chiều cao 396 mét, nơi sườn đồi được cắt bởi sông Nysa Szalona, với một vách đá sắc nét (với sự sụt giảm đột ngột 90 mét); phía đông của ngọn đồi dần dần hạ xuống, được đưa lên bởi thị trấn. Lâu đài là một thành trì vùng cao, có diện tích 7600 mét vuông. Lâu đài nằm ở Bolków (30 km về phía tây bắc của Wałbrzych), Lower Silesian Voivodeship; ở Ba Lan.

## Lịch sử
Những đề cập đầu tiên về lâu đài đến từ năm 1277, từ thời trị vì của Bolesław II Rogatka, Công tước xứ Legnica. Hình dạng hiện tại của lâu đài chỉ được thực hiện bởi các công trình khác nhau trong thế kỷ XVI, kiến trúc sư nổi tiếng Silesian Jakub Parr đã đưa các yếu tố của thời Phục hưng vào các công sự của lâu đài. Sau khi xây dựng và mở rộng, lâu đài có tổng diện tích 7600 mét vuông, khiến nó trở thành một trong những lâu đài lớn nhất ở Silesia. Năm 1703, lâu đài ở Bolków đã được mua bởi các nhà sư của dòng Xitô từ Krzeszów. Sau khi tài sản của tu viện tách khỏi giáo hội, lâu đài thuộc Kho bạc Nhà nước Ba Lan.
Lâu đài triều đại Piast hoành tráng ở Bolków là một trong những pháo đài lớn nhất của Lãnh địa Świdnica - Jawor. Thành trì này, được xây dựng vào thế kỷ 13, bảo vệ các tuyến thương mại gần đó. Những bức tường hoành tráng của nó vẫn rất ấn tượng, khuấy động trí tưởng tượng. Pháo đài này là minh chứng cho lịch sử đầy kịch tính của khu vực Trung Âu này.